# Ery Bos
Ery Bos, pseudoniem van Erika Bos (Berlijn, 3 oktober 1908 - Chappaqua (New York), 10 maart 2005) was een Nederlandse danseres en toneel- en filmactrice. Zij was de dochter van de internationaal bekende pianist Coenraad Valentijn Bos (1875-1955) en zangeres Elsa Stein.
Als jong meisje volgde zij balletlessen en als dertienjarige trad zij op in een productie van Leni Riefenstahl in Berlijn. Later danste zij in balletgezelschappen in Graz en Bremen. Zij volgde een toneelopleiding bij Ilka Grüning in Berlijn. Eind 1925 stond zij in het Amsterdamse Centraal Theater met een dansvoorstelling onder begeleiding van haar vader. In Graz speelde zij in de Dreigroschenoper, later sloot zij zich aan bij het gezelschap van Josef Jarno in Wenen. Begin jaren dertig speelde zij bij Fritz Rotter in Berlijn. Daar werd zij opgemerkt door de filmregisseur Alfred Zeisler, die haar contracteerde voor de hoofdrol in zijn Ufa-geluidsfilm Schuss im Morgengrauen.
Begin jaren 30 zou zij in 12 films meespelen. Na de machtsovername door Adolf Hitler in januari 1933 droogden haar opdrachten langzamerhand op. In 1937 verliet zij Duitsland en trouwde in 1938 in Londen met de joodse zakenman Herbert Grünfeld. In 1941 maakte Erika de oversteek naar Canada. In 1947 richtte Herbert Grünfeld zijn succesvolle bedrijf Metallurg Inc. op, een voorloper van het huidige Nederlands-Amerikaanse conglomeraat AMG. Het echtpaar vestigde zich in de zeer welvarende New Yorkse voorstad Chappaqua. In 1958 werden zij Amerikaans staatsburger.

## Filmografie
- 1932: Ein Schuß im Morgengrauen (met Peter Lorre)
- 1932: Liebe in Uniform
- 1932: Unmögliche Liebe (met Asta Nielsen)
- 1933: Ich will dich Liebe lehren
- 1933: Meisterdetektiv
- 1933: Roman einer Nacht (met Liane Haid)
- 1933: Der Zarewitsch (met Martha Eggerth en Otto Wallburg)
- 1933: Das Lied vom Glück
- 1934: Mit dir durch dick und dünn
- 1934: Jede Frau hat ein Geheimnis
- 1934: Du bist entzückend, Rosmarie!
- 1934: Grüß' mir die Lore noch einmal

## Balletcarrière
- 1927: Soliste; Städtische Bühne Dortmund
- 1928: Soliste/choreografe; Opera Graz
- 1929: Soliste/choreografe; stadstheater Augsburg
- 1931: Soliste/choreografe; stadstheater Bremen

## Toneelcarrière
- 1934 - 1935: Berliner Komödie

- Gemeinsame Normdatei: 1047080141
- Virtual International Authority File: 306282633
- WorldCat: E39PBJgMDD4mHm4xftCMCCfrMP